# 안토니오 푸에르타
안토니오 호세 푸에르타 페레스(스페인어: Antonio José Puerta Pérez, 1984년 11월 26일 ~ 2007년 8월 28일, 스페인 세비야)는 스페인의 축구 선수였으며 프리메라리가의 세비야 FC에서 활약을 하였다. 2007년 8월 25일, 헤타페 CF와의 리그 경기 도중에 심장마비를 일으켜 3일 뒤인 8월 28일에 결국 사망하였다. 향년 23세.

## 선수 경력
타고난 왼발잡이인 푸에르타는 비록 때때로 레프트 백을 채웠음에도 좌측 미드필더로 활약하였다. 그의 강한 인상을 주는 플레이는 그의 국제적 인지도를 가져오게 하였고 아스널, 맨체스터 유나이티드 FC와 레알 마드리드 CF에서 관심을 가지기도 하였다.
푸에르타는 한번 스페인 대표팀의 부름을 받았다. 그는 또한 스페인 U-21 대표팀에도 뽑혔다.

## 사망
푸에르타는 세비야 FC의 홈 경기장에서 2007-08 프리메라리가 개막전 경기인 헤타페 CF 전 도중 심장의 고통을 느껴 경기 도중에 의식을 잃고 쓰러졌다. 갑자기 몸을 움츠리며 의식을 잃었는데 잠시 경기가 멈추고 그의 팀동료 이비차 드라구티노비치와 의료진들이 곧바로 달려가 혀가 말려 들어가 기도를 막지 않도록 막았으나 이후 다시 의식을 잃었다.
의식을 되찾은 푸에르타는 교체 후에 락커룸에 들어가서 다시 한 번 쓰러졌다. 구급차로 병원으로 이송될 때 심폐소생술을 하였으나 병원으로 이송되었을 때는 상태는 더욱 악화되어 중태에 빠졌고, 결국에는 2007년 8월 28일 세비야의 한 병원에서 사망하였다. 향년 24세. 담당의사의 보고에 따르면 그의 사망 원인은 심장마비로 인한 장기 및 뇌 손상으로 사망한 것으로 알려졌으며 푸에르타와 같이 심장마비로 죽은 선수들로는 마르크비비앵 푀, 페헤르 미클로시가 있으며, 파브리스 무암바도 이 때문에 이른 나이에 은퇴했다. 푸에르타는 아내가 있고 안타깝게도 곧 첫째 아이의 출산을 앞두고 사망하였다. 한편, 푸에르타는 이전에도 비슷한 건강 문제가 있었던 것으로 전해졌다.
푸에르타가 죽은 직후, 세비야는 UEFA 챔피언스리그 예선 AEK 아테네전을 연기하였다. 또한 세비야는 푸에르타를 기리기 위해 9월 초에 잡힌 모든 프리메라리가 주말경기마다 1분간 묵념할 것을 발표하였다. 그러나 세비야 회장은 AC 밀란측의 UEFA 슈퍼컵 경기를 연기하는 제안에 대해 AC 밀란과의 경기를 2007년 8월 13일(현지 시간)에 치르기로 한 것은 변함이 없으며, 푸에르타를 위해서 슈퍼컵 우승을 차지하겠다는 포부도 내비추었다. 그러나 아쉽게도 세비야는 선제골을 넣었음에도 불구 3-1로 역전패를 당하며 슈퍼컵 우승을 AC 밀란에게 내주고 말았다.